# Novo Mesto
Novo Mesto (slovenski Novo mesto) je grad i središte istoimene gradske općine na jugoistoku Slovenije. Grad je prema popisu stanovništva iz 2002. godine imao 22.415 stanovnika.
Općina djelomično graniči s Republikom Hrvatskom na području Žumberačke gore.
U gradu je sjedište biskupije.

## Poznate osobe
- Slavko Grum, dramatičar
- Ignacij Hladnik, glazbenik
- Božidar Jakac, slikar
- Miran Jarc, pisac
- Dragotin Kette, pjesnik
- Marjan Kozina, skladatelj
- Vladimir Lamut, slikar
- Anton Podbevšek, pjesnik
- Leon Štukelj, gimnastičar
- Janez Trdina, pisac
- Matjaž Smodiš, košarkaš
- Marin Šotiček, nogometaš
- Melania Trump, manekenka

## Galerija
- Novo mesto
- Rijeka Krka s Kandijskog mosta (zapad).
- Crkva sv. Lenarta

## Vanjske poveznice
- Novo mesto
- Interaktivne fotografije Novega mesta na Burger.si